# Kreis Kalbe (Milde)
De Kreis Kalbe (Milde) was een kreis in de Duitse Democratische Republiek. De kreis bestond tussen 1952 en 1987 en maakte deel uit van de Bezirk Maagdenburg. Kreisstadt was Havelberg.

## Geschiedenis
Op 25 juli 1952 vond er in de DDR een omvangrijke herindeling plaats, waarbij onder andere de deelstaten werden opgeheven en nieuwe Bezirke werden gevormd. De kreis ontstond bij deze herindeling uit delen van de voormalige Pruisische landkreisen Salzwedel, Gardelegen en Stendal en werd ingedeeld bij de Bezirk Maagedenburg.
Met ingang van 1 januari 1988 werd de kreis opgeheven, waarbij de stad Bismarck en omgeving en de stad Kalbe/Milde werden opgenomen in de Kreis Gardelegen. De overgebleven kleinere gebieden werden ingedeeld bij de kreisen Salzwedel en Osterburg.
Burg · Gardelegen · Genthin · Halberstadt · Haldensleben · Havelberg · Kalbe (Milde) · Klötze · Loburg · Maagdenburg (Stadtkreis) · Oschersleben · Osterburg · Salzwedel · Schönebeck · Seehausen · Staßfurt · Stendal · Tangerhütte · Wanzleben · Wernigerode · Wolmirstedt · Zerbst